# Wahlkreis Modena (Camera dei deputati)
Der Wahlkreis Modena ist seit 2017 ein Wahlkreis (italienisch collegio elettorale) für die Wahl der Abgeordnetenkammer.

## Von 2017 bis 2020

### Wahlkreisgebiet
Der Wahlkreis umfasste  Gemeinden: 

### Wahlergebnisse

#### Parlamentswahl 2018
| Kandidaten               | Kandidaten               | Stimmen | %    | Listen                                      | Stimmen | %    |
| ------------------------ | ------------------------ | ------- | ---- | ------------------------------------------- | ------- | ---- |
|                          | Beatrice Lorenzingewählt | 58.095  | 36,8 | Partito Democratico                         | 49.957  | 31,7 |
| +Europa                  | Beatrice Lorenzingewählt | 58.095  | 36,8 | 5.545                                       | 3,5     |      |
| Italia Europa Insieme    | Beatrice Lorenzingewählt | 58.095  | 36,8 | 1.439                                       | 0,9     |      |
| Civica Popolare          | Beatrice Lorenzingewählt | 58.095  | 36,8 | 1.154                                       | 0,7     |      |
|                          | Ylenja Lucaselli         | 42.716  | 27,1 | Lega                                        | 22.283  | 14,1 |
| Forza Italia             | Ylenja Lucaselli         | 42.716  | 27,1 | 14.562                                      | 9,2     |      |
| Fratelli d’Italia        | Ylenja Lucaselli         | 42.716  | 27,1 | 4.936                                       | 3,1     |      |
| Noi con l’Italia – UDC   | Ylenja Lucaselli         | 42.716  | 27,1 | 935                                         | 0,6     |      |
|                          | Enrica Toce              | 42.222  | 26,8 | Movimento 5 Stelle                          | 42.222  | 26,8 |
|                          | Maria Cecilia Guerra     | 9.478   | 6,0  | Liberi e Uguali                             | 9.478   | 6,0  |
|                          | Carmelo Tavilla          | 1.931   | 1,2  | Potere al Popolo!                           | 1.931   | 1,2  |
|                          | Flavio Morani            | 1.087   | 0,7  | Il Popolo della Famiglia                    | 1.087   | 0,7  |
|                          | Stefano Ferrarini        | 824     | 0,5  | CasaPound Italia                            | 824     | 0,5  |
|                          | Simone Reggiani          | 604     | 0,4  | Italia agli Italiani (FT – FN)              | 604     | 0,4  |
|                          | Francesco Giliani        | 543     | 0,3  | Per una Sinistra Rivoluzionaria (SCR – PCL) | 543     | 0,3  |
|                          | Silvia Vallisneri        | 213     | 0,1  | Partito Repubblicano Italiano – ALA         | 213     | 0,1  |
| Gesamt                   | Gesamt                   | 157.713 | 100  |                                             | 157.713 | 100  |
|                          |                          |         |      |                                             |         |      |
| Ungültige Stimmen        | Ungültige Stimmen        | 4.296   | 2,7  |                                             |         |      |
| Wähler                   | Wähler                   | 162.009 | 79,6 |                                             |         |      |
| Wahlberechtigte          | Wahlberechtigte          | 203.469 |      |                                             |         |      |
|                          |                          |         |      |                                             |         |      |
| Quelle: Innenministerium |                          |         |      |                                             |         |      |

## Seit 2020

### Wahlkreisgebiet
| Wahlkreise – Camera dei deputati – Emilia-Romagna | Wahlkreise – Camera dei deputati – Emilia-Romagna | Wahlkreise – Camera dei deputati – Emilia-Romagna                          |
| Provinz                                           | Provinz                                           | Gemeinden nach Provinzen ⮞ Wahlkreis                                       |
| ------------------------------------------------- | ------------------------------------------------- | -------------------------------------------------------------------------- |
|                                                   | Metropolitanstadt Bologna (55 Gemeinden)          | 1 ⮞ Wahlkreis Bologna 32 ⮞ Wahlkreis Imola 22 ⮞ Wahlkreis Carpi            |
|                                                   | Provinz Ferrara (21 Gemeinden)                    | alle ⮞ Wahlkreis Ferrara                                                   |
|                                                   | Provinz Forlì-Cesena (30 Gemeinden)               | alle ⮞ Wahlkreis Forlì                                                     |
|                                                   | Provinz Modena (47 Gemeinden)                     | 28 ⮞ Wahlkreis Modena 12 ⮞ Wahlkreis Carpi 7 ⮞ Wahlkreis Imola             |
|                                                   | Provinz Parma (44 Gemeinden)                      | 36 ⮞ Wahlkreis Parma 8 ⮞ Wahlkreis Piacenza                                |
|                                                   | Provinz Piacenza (46 Gemeinden)                   | alle ⮞ Wahlkreis Piacenza                                                  |
|                                                   | Provinz Ravenna (18 Gemeinden)                    | alle ⮞ Wahlkreis Ravenna                                                   |
|                                                   | Provinz Reggio Emilia (42 Gemeinden)              | 37 ⮞ Wahlkreis Reggio nell’Emilia 3 ⮞ Wahlkreis Modena 2 ⮞ Wahlkreis Parma |
|                                                   | Provinz Rimini (27 Gemeinden)                     | alle ⮞ Wahlkreis Rimini                                                    |

Der Wahlkreis umfasst 31 Gemeinden:
- 28 Gemeinden der Provinz Modena (Bastiglia, Bomporto, Campogalliano, Castelfranco Emilia, Castelnuovo Rangone, Fanano, Fiorano Modenese, Fiumalbo, Formigine, Frassinoro, Lama Mocogno, Maranello, Modena, Montecreto, Montefiorino, Montese, Nonantola, Palagano, Pavullo nel Frignano, Pievepelago, Polinago, Prignano sulla Secchia, Ravarino, Riolunato, San Cesario sul Panaro, Sassuolo, Serramazzoni und Sestola);
- 3 Gemeinden der Provinz Reggio Emilia (Baiso, Casalgrande und Castellarano).

### Wahlergebnisse

#### Parlamentswahl 2022
| Kandidaten                          | Kandidaten           | Stimmen | %    | Listen                                                  | Stimmen | %    |
| ----------------------------------- | -------------------- | ------- | ---- | ------------------------------------------------------- | ------- | ---- |
|                                     | Daniela Dondigewählt | 95.262  | 37,4 | Fratelli d’Italia                                       | 60.094  | 23,6 |
| Lega per Salvini Premier            | Daniela Dondigewählt | 95.262  | 37,4 | 18.870                                                  | 7,4     |      |
| Forza Italia                        | Daniela Dondigewählt | 95.262  | 37,4 | 15.018                                                  | 5,9     |      |
| Noi Moderati                        | Daniela Dondigewählt | 95.262  | 37,4 | 1.280                                                   | 0,5     |      |
|                                     | Aboubakar Soumahoro  | 91.694  | 36,0 | Partito Democratico – Italia Democratica e Progressista | 73.130  | 28,7 |
| Alleanza Verdi e Sinistra           | Aboubakar Soumahoro  | 91.694  | 36,0 | 10.420                                                  | 4,1     |      |
| +Europa                             | Aboubakar Soumahoro  | 91.694  | 36,0 | 7.291                                                   | 2,9     |      |
| Impegno Civico – Centro Democratico | Aboubakar Soumahoro  | 91.694  | 36,0 | 853                                                     | 0,3     |      |
|                                     | Stefania Ascari      | 28.062  | 11,0 | Movimento 5 Stelle                                      | 28.062  | 11,0 |
|                                     | Claudia Cicolani     | 24.598  | 9,7  | Azione – Italia Viva                                    | 24.598  | 9,7  |
|                                     | Maria Gandini        | 4.325   | 1,7  | Italexit per l’Italia                                   | 4.325   | 1,7  |
|                                     | Nivel Egidio Ruini   | 3.487   | 1,4  | Italia Sovrana e Popolare                               | 3.487   | 1,4  |
|                                     | Jose Carrasso        | 2.825   | 1,1  | Unione Popolare                                         | 2.825   | 1,1  |
|                                     | Valeria Drusiani     | 2.471   | 1,0  | Vita                                                    | 2.471   | 1,0  |
|                                     | Caterina Di Lauro    | 1.571   | 0,6  | Partito Animalista – UCDL – 10 Volte Meglio             | 1.571   | 0,6  |
|                                     | Alessandro Oddera    | 177     | 0,1  | Noi di Centro – Europeisti                              | 177     | 0,1  |
| Gesamt                              | Gesamt               | 254.472 | 100  |                                                         | 254.472 | 100  |
|                                     |                      |         |      |                                                         |         |      |
| Ungültige Stimmen                   | Ungültige Stimmen    | 10.222  | 3,9  |                                                         |         |      |
| Wähler                              | Wähler               | 264.694 | 73,2 |                                                         |         |      |
| Wahlberechtigte                     | Wahlberechtigte      | 361.791 |      |                                                         |         |      |
|                                     |                      |         |      |                                                         |         |      |
| Quelle: Innenministerium            |                      |         |      |                                                         |         |      |